# Vladivostok
Vladivostok (kineski Hǎishēnwǎi 海參崴) je ruski grad i najveća ruska luka na Tihom oceanu. Upravno je središte federalnog subjekta Primorski kraj. Grad ima 594.701 stanovnika (iz 2002.). Grad je središnja luka pacifičke flote ruske ratne mornarice. 
Grad povezuje s Moskvom Transsibirska željeznica, najduža svjetska željeznička pruga, duga 9.289 km (izgrađena 1905.).
Godine 1918. okupirali su ga čehoslovačke legije od preko 60.000 ljudi. Kasnije su stigla strana pojačanja Sporazuma i Japanci. Štoviše, do 1922. bijela vojska i njihovi pristaše povlačili su se s ratom razorenog Zapada, što je izazvalo nagli porast stanovništva - s 97.000 na 410.000, nakon što je sovjetska vlast na kraju uglavnom pobjegla u SAD. Čehoslovačke legije, iscrpljene svojim dugim putovanjem kroz Sibir i godinu dana za povratak u svoju novu naciju, vratile su se u Čehoslovačku preko luke u Vladivostoku, diljem svijeta. Sve savezničke snage evakuirane su do kraja 1920., za razliku od Japanaca, koji su ostali do 1922.

## Vanjske poveznice
- Službena stranica  Arhivirana inačica izvorne stranice od 13. studenoga 2010. (Wayback Machine)

### Ostali projekti
|  | Zajednički poslužitelj ima još gradiva o temi Vladivostok |